# 火星人地球大襲撃
『火星人地球大襲撃』 (かせいじんちきゅうだいしゅうげき、英語: Quatermass and the Pit）は、ハマー・フィルム製作による1967年のイギリスのSFホラー映画。ハマー初期の映画『原子人間』、『宇宙からの侵略生物』の続編である。前作と同様、ナイジェル・ニールの書いたBBCの連続テレビドラマ『火星人地球大襲撃』に基づいている。 

## キャスト
| 役名                 | 俳優                         | 日本語吹替                               |
| 役名                 | 俳優                         | NET版                                    |
| -------------------- | ---------------------------- | ---------------------------------------- |
| ロニー博士           | ジェームズ・ドナルド         | 家弓家正                                 |
| クエイター教授       | アンドリュー・キア           | 早野寿郎                                 |
| バーバラ             | バーバラ・シェリー           | 武藤礼子                                 |
| ブリーン大佐         | ジュリアン・グローヴァー     | 大木民夫                                 |
| スラッデン           | ダンカン・ラモント           | 富田耕生                                 |
| ポッター大尉         | ブライアン・マーシャル       | 仲村秀生                                 |
| 大臣                 | エドウィン・リッチフィールド | 仁内建之                                 |
| ハウエル             | ピーター・コプリー           | 千葉耕市                                 |
| エリス巡査部長       | グラント・テイラー           | 村松康雄                                 |
| クレッグホーン軍曹   | モーリス・グッド             | 緑川稔                                   |
| ワトソン             | ロバート・モリス             | 富山敬                                   |
| ジャーナリスト       | シーラ・スティーフェル       | 浅井淑子                                 |
| 司祭                 | トーマス・ヒースコート       | 諏訪孝二                                 |
| ギブソン             | ジェームズ・カリフォード     | 矢田耕司                                 |
| ミス・ドブソン       | ビー・ダッフェル             | 高村章子                                 |
| 警部                 | ジョン・グラハム             | 石井敏郎                                 |
| 新聞売り             | チャールズ・ラム             | 北村弘一                                 |
| 作業員               | アルバート・シェファード     | 木原正二郎                               |
| 不明 その他          | N/A                          | 納谷六朗 島田彰                          |
| 日本語版制作スタッフ |                              |                                          |
| 演出                 | 演出                         | 山田悦司                                 |
| 翻訳                 | 翻訳                         | 進藤光太                                 |
| 調整                 | 調整                         | 栗林秀年                                 |
| 制作                 | 制作                         | グロービジョン                           |
| 初回放送             | 初回放送                     | 1971年3月19日 19:30-20:56 『洋画特別席』 |

- 日本語吹替は2025年8月6日発売のホラー・マニアックス第15期ＴＶ吹替音声収録版Blu-rayに収録。